# John Fieldhouse
John David Elliott Fieldhouse (Reino Unido - 12 de febrero de 1928 — 17 de febrero de 1992) fue un oficial de la Marina Real británica. Comandó a cinco submarinos y una fragata antes de lograr un mayor rango en la Marina. Después del desembarco de las Islas Malvinas por fuerzas argentinas en abril de 1982, Fieldhouse fue nombrado comandante de la Fuerza de Tarea (Task Force designado 317), que eran responsables de la «Operación Corporate», la misión de recuperar las Islas Malvinas. La campaña terminó con la rendición de las fuerzas argentinas en junio de 1982.

## Biografía
Fue el hijo de Sir Harold Fieldhouse, que había sido secretario de la Junta de Asistencia Nacional, y Mabel Fieldhouse Elaine. Fieldhouse fue educado en la Royal Naval College, de Dartmouth. Fieldhouse se unió a la Royal Navy como cadete en 1944. Fue ascendido a guardiamarina el 1 de septiembre de 1945 y enviado al crucero HMS Norfolk, en noviembre de 1945, además estudio después en Eaton Hall en Cheshire. Ascendido a alférez el 1 de mayo de 1947.
Su primer mando fue el primer submarino HMS Acheron.
Fieldhouse posteriormente comandó a los submarinos de puntillas y morsa, y, en 1964, el primer submarino nuclear de la Armada Real, HMS Dreadnought. Él sirvió casi exclusivamente en el servicio submarino hasta 1966, cuando asumió el Estado Mayor Conjunto de Servicios de curso de la universidad en Latimer y luego se unió el portaaviones HMS Hermes en 1967 como el segundo al mando. El Hermes, siendo el primer barco de la flota en ser equipado únicamente con misiles, tuvo una exitosa y concurrida misión tanto al este como al oeste del Canal de Suez, que incluía los preparativos para la retirada de Adén. Aviones Buccaneer y Sea Vixen proporcionaron una demostración de fuerza en el aire.
Sus helicópteros Wessex llevado a cabo incursiones contra los «disidentes» en Adén y en agosto del mismo año, contra los agitadores comunistas en Hong Kong.
Fieldhouse tomó el mando de la nave durante algunas semanas, cuando el capitán cayó enfermo a finales de año.
Después de su propia promoción a capitán al final de 1967, la carrera Fieldhouse comenzó a seguir la «ruta crítica» perfecto para los rangos más altos. Del Hermes se fue en 1968 a Faslane en Escocia como capitán del recientemente formado Escuadrón de Submarinos 10, comandaba una flota de diez submarinos Polaris. En 1970 comandó la fragata HMS Diomede como capitán de la escuadrilla de fragata tercero, y en 1972 comando la Fuerza Naval Permanente de la OTAN del Atlántico en el rango de Comodoro.
En 1973 pasó al Ministerio de Defensa, primero como diputado y luego como director de Guerra Naval. Promovido Contralmirante, se convirtió en la bandera oficial de segunda Flotilla en 1975 y luego, al año siguiente, Oficial Jefe de Submarinos y comandante de Submarinos de la OTAN del Atlántico Oriental, en efecto el primer «posguerra» oficial en ocupar este cargo, y el primero que ha tenido un comando nuclear.
Demostró sus habilidades políticas desde el principio por manejar un paso de la casa tradicional en Fort Blockhouse, Gosport, a Northwood. Promovido Vicealmirante en 1979, se convirtió en controlador de la Armada, responsable de los buques de la Marina, tiendas y equipos.
En 1981, John Fieldhouse fue nombrado Comandante de la Flota, Comandante del Espacio Atlántico Oriental de la OTAN y Comandante en Jefe Aliado del Canal (C-in-C). Esta época estuvo marcada por el resentimiento de la comunidad naval debido a los recortes presupuestarios severos implementados por el entonces Secretario de Estado de Defensa, Sir John Nott. Sin embargo, Fieldhouse demostró su capacidad para restaurar la moral y el material de la Armada, lo que le permitió llevar a cabo con éxito la Operación Corporate menos de un año después.

### Guerra de Malvinas
Luego de la victoria británica en la Guerra de Malvinas, Fieldhouse se convirtió en Jefe del Estado Mayor Naval en diciembre de 1982 y, en ese papel, convenció al gobierno británico para financiar la sustitución de buques perdidos en la guerra de Malvinas. Luego pasó a ser Jefe de Estado Mayor de la Defensa a mediados de 1980.

### Retiro
Fieldhouse se retiró en diciembre de 1987, cuando fue elegido por unanimidad presidente del Comité Militar de la OTAN. De hecho, era en Bruselas, siendo recibido en su nuevo puesto, cuando sufrió una rotura aorta en su corazón lo que condujo a una operación larga.
Fue nombrado KCB en 1980, GCB y GBE en 1982, y creó un par de vida como barón Fieldhouse en 1990.

## Vida familiar
Se casó, en 1953, con Margaret ('Midge') Cull. Tuvo un hijo y dos hijas.